# Дивестиции

По годам суммарная стоимость проданных активов, связанных с ископаемым топливом (красный график), и количество продающих компаний (чёрный график)

Дивестиции (англ. divestment, divestiture) — изъятие капиталовложений, продажа части активов или всей компании. Дивестиции — это противоположность инвестициям.
Не следует дивестицию путать с ликвидацией предприятия. Основным критерием служит потенциальная выгода для продавца активов. При дивестиции поступления от продажи активов обычно превышают будущие денежные потоки от их дальнейшей эксплуатации.
Термин чаще всего используется для ситуации, когда компания продает своё подразделение. Обычно такая продажа предпринимается, чтобы сфокусировать ресурсы на более перспективном для компании направлении. Известным примером является финская группа Nokia, которая в начале 90-х годов распродала подразделения, не связанные с телекоммуникациями.
Иногда разделение компании предпринимается в силу антимонопольных ограничений. Самая крупная и вероятно наиболее известная корпоративная дивестиция произошла в 1984 году. Министерство юстиции США обязало разделить и продать подразделения местной связи (произвести дивестицию) корпорации AT&T. В результате было образовано дополнительно семь независимых компаний (англ. Baby Bells).
Иногда продажа активов связана с этическими соображениями. Так Генеральный Синод Церкви Англии одобрил предложение о дивестиции (изъятии капиталовложений) из компаний, получающих прибыль от «незаконной оккупации» палестинских земель Израилем.